# Bulbophyllum horridulum
Espèce
Classification phylogénétique
Bulbophyllum horridulum est une espèce africaine d'orchidées du genre Bulbophyllum.

## Répartition et habitat
Bulbophyllum horridulum est endémique de la république démocratique du Congo. C'est une épiphyte pseudobulbeuse qui pousse principalement dans le biome tropical humide.

## Systématique
Le nom correct complet (avec auteur) de ce taxon est Bulbophyllum horridulum J.J.Verm. (d),.

### Publication originale
- (en) J. J. Vermeulen, « New Species and New Combinations in Central African Bulbophyllum (Orchidaceae) », Bulletin du Jardin botanique National de Belgique, Belgique, vol. 56, nos 3/4,‎ 31 décembre 1986, p. 229-240 (ISSN 0303-9153, e-ISSN 2034-1946, DOI 10.2307/3668192, JSTOR 3668192).